# Urija
 Ovo je glavno značenje pojma Urija. Za druga značenja pogledajte Urija (razdvojba).
Urija je prema Starom zavjetu bio hetitski plaćenik u službi izraelskog kralja Davida. Bio je oženjen s lijepom Bat-Šebom. Kad je kralj David jednog dana predvečer šetao po krovu svoje palače, opazio je Bat-Šebu kako se kupa i poželi je imati te se raspitao za nju, a bilo mu je rečeno da je to "Bat-Šeba, kći Eliamova i žena Urije Hetita".
David je osmislio kako će legalno doći do Bat-Šebe - poslao je pismo Joabu, po samom Uriji, u kojem je napisao da Uriju postave tamo gdje je najžešći boj. Urija je poginuo u bici a David ženi Bat-Šebu. Kraljevo duplo nedjelo osuđuje prorok Natan.(2 Samuelova 12)
Urijino pismo je pismo koje znači nesreću za glasnika.